# Tatort: Das verkaufte Lächeln
Das verkaufte Lächeln ist ein Fernsehfilm aus der Krimireihe Tatort. Der vom Bayerischen Rundfunk produzierte Beitrag ist die 928. Tatort-Episode und wurde am 28. Dezember 2014 im Ersten Programm der ARD erstgesendet. Das Münchner Ermittlerduo Batic und Leitmayr ermittelt seinen 69. Fall.

## Handlung
Der 14-jährige Tim Kiener wird am Isarwehr erschossen aufgefunden. Die Hauptkommissare Ivo Batic und Franz Leitmayr ermitteln die Hintergründe der Tat. Der Junge war gut in der Schule und hatte keine familiären Probleme. Er gab vor, sein Taschengeld durch in seiner Freizeit programmierte Apps aufzubessern. Tatsächlich stellt sich schnell heraus, dass er sich von über das Internet kennengelernten Männern mit Geschenken dafür bezahlen ließ, Bilder und Videos von sich selbst anzufertigen. Seinen gleichaltrigen Freunden Florian und Hanna war seine Tätigkeit nicht nur bekannt, sondern sie selbst gingen ihr ebenfalls nach: Das Dreiergespann unterhielt Websites, über die sich die User gegen Gebühr einloggen und mit den Kindern chatten konnten. Für das eine oder andere Geschenk erfüllten sie völlig freiwillig vor der Kamera die Wünsche der Kunden.
Guido Buchholz – sportlicher Familienvater und Fußballtrainer einer Jugendmannschaft – gerät nach Analyse der aufgezeichneten Kreditkarten- sowie IP-Adressdaten schnell ins Visier der Ermittler. Zunächst leugnet Buchholz, den toten Jungen zu kennen, doch die kriminalpolizeiliche Analyse einer zuvor formatierten Festplatte bringt ein Foto von Tim hervor. Im Laufe der Ermittlungen verliert Ivo Batic jede Distanz zu dem Fall und beißt sich an Guido Buchholz als einzig in Frage kommendem Täter zum Mord an Tim Kiener fest. Der gerät immer weiter unter Druck. Tatsächlich ermitteln die Beamten, dass Buchholz auch zu Florian Kontakte über das Internet unterhielt, mit ihm anbändelte und ihm Geschenke via Internet machte. Sein Alibi – zur Zeit des Mordes an Tim im Fußballstadion des FC Bayern München gewesen zu sein – wird zunächst durch die Überwachung des Stadions und durch die Ortungsprotokolle zu seinem Handy bestätigt, aber durch die Überwachungsvideos der U-Bahn kurz darauf wieder entkräftet. Seine Frau findet das Bahnticket und stellt Guido zur Rede, der daraufhin eingesteht, dass er sich mit Tim treffen wollte. Auf die Frage hin, ob er geplant habe, sich dem Jungen sexuell zu nähern, bricht der Fußballtrainer faktisch zusammen und bejaht damit emotional am Ende die Frage seiner Frau. Kurz darauf zieht diese mit den beiden Töchtern aus dem gemeinsamen Haus aus. 
Als Florians Mutter Marina klar wird, dass die Ermittler drauf und dran sind, ihren Sohn als denjenigen zu ermitteln, der Tim mit einem aufgesetzten Schuss aus ihrer Gaspistole im Streit versehentlich getötet hat, nimmt sie mit einem falschen Geständnis die Tat auf sich. Die Ermittler durchschauen ihr Vorhaben jedoch. Unterdessen ist Florians Vater Uwe handgreiflich gegen Guido Buchholz geworden. Bei der Befragung von Florians Mutter hatte Ivo Batic den Namen des Verdächtigen Buchholz fallen lassen. Über die Mutter hatte Uwe den Namen des Fußballtrainers herausgefunden und ihn in dem Moment aufgesucht, als dessen Gattin nebst beiden Töchtern auszog. Als Florian später ebenfalls Guido aufsucht und den schwer verletzten Mann findet, wird ihm bewusst, welch weitreichende Folgen sein Handeln hatte.
Daraufhin besorgt er sich erneut die Gaspistole seiner Mutter aus der Tankstelle, in der sie arbeitet, und macht sich auf den Weg zum Isarwehr, wo Tim gestorben ist, um sich selbst zu töten. Die Ermittler können ihn zwar nicht davon abhalten, sich selbst zu verletzen, doch gelingt es ihnen, den Jungen durch die herbeigerufenen Sanitäter schnell medizinisch zu versorgen. Es stellt sich heraus, dass beide 14-Jährige sich um die Zuneigung von Guido Buchholz gestritten hatten, was Florian durch den Satz „Der ist meiner“ zu erkennen gegeben hat, bevor er Tim erschoss.

## Hintergrund
Der Film wurde vom 13. Mai 2014 bis zum 16. Juni 2014 in München gedreht. Die Erstausstrahlung wurde noch in zeitlicher Nähe zur umstrittenen Sitzung des Bundestagsuntersuchungsausschusses zum Fall Edathy vom 18. Dezember 2014 wahrgenommen.
Als Filmmusik wurden mehrere Titel deutschsprachiger Rap-Musik ausgewählt. So sind aus Tim und Florians Kinderzimmern die Musiktitel Easy und Traum von Cro sowie Du bist Boss von Kollegah zu hören.

## Rezeption

### Kritiken
„Vor dem Zuschauer entfalten sich Figuren voll menschlicher Unzulänglichkeiten, deren grösstes Problem die unausgesprochenen Bedürfnisse sind, die Wut, die Sehnsucht, die mangelnde Nähe. Und so gibt es am Ende zwar einen Täter, aber keinen Bösewicht, und der Fall wirft mehr Fragen auf, als er beantwortet – gerade auf vermintem Gelände ist das ein grosses Kompliment.“

„Überhaupt versteht es dieser Münchner 'Tatort', mit Andeutungen und Grautönen eine ganze Menge zu sagen wie auch offen zu lassen. Er zeigt die Kommissare als ebenso routiniert wie doch auch angemessen erschrocken. Ein wenig zynisch angesichts des Gelderwerbs von gerade mal 14-Jährigen, aber doch auch (groß-)väterlich. Distanz wahrend, aber nicht abgestumpft. So könnte es im zunehmenden Action-Gewimmel diverser neuer 'Tatort'-Besetzungen in München aber durchaus noch eine Weile weitergehen.“

### Einschaltquoten
Die Erstausstrahlung von Das verkaufte Lächeln am 28. Dezember 2014 wurde in Deutschland von 9,71 Millionen Zuschauern gesehen und erreichte einen Marktanteil von 27,4 % für Das Erste.